# 기타노 덴만구

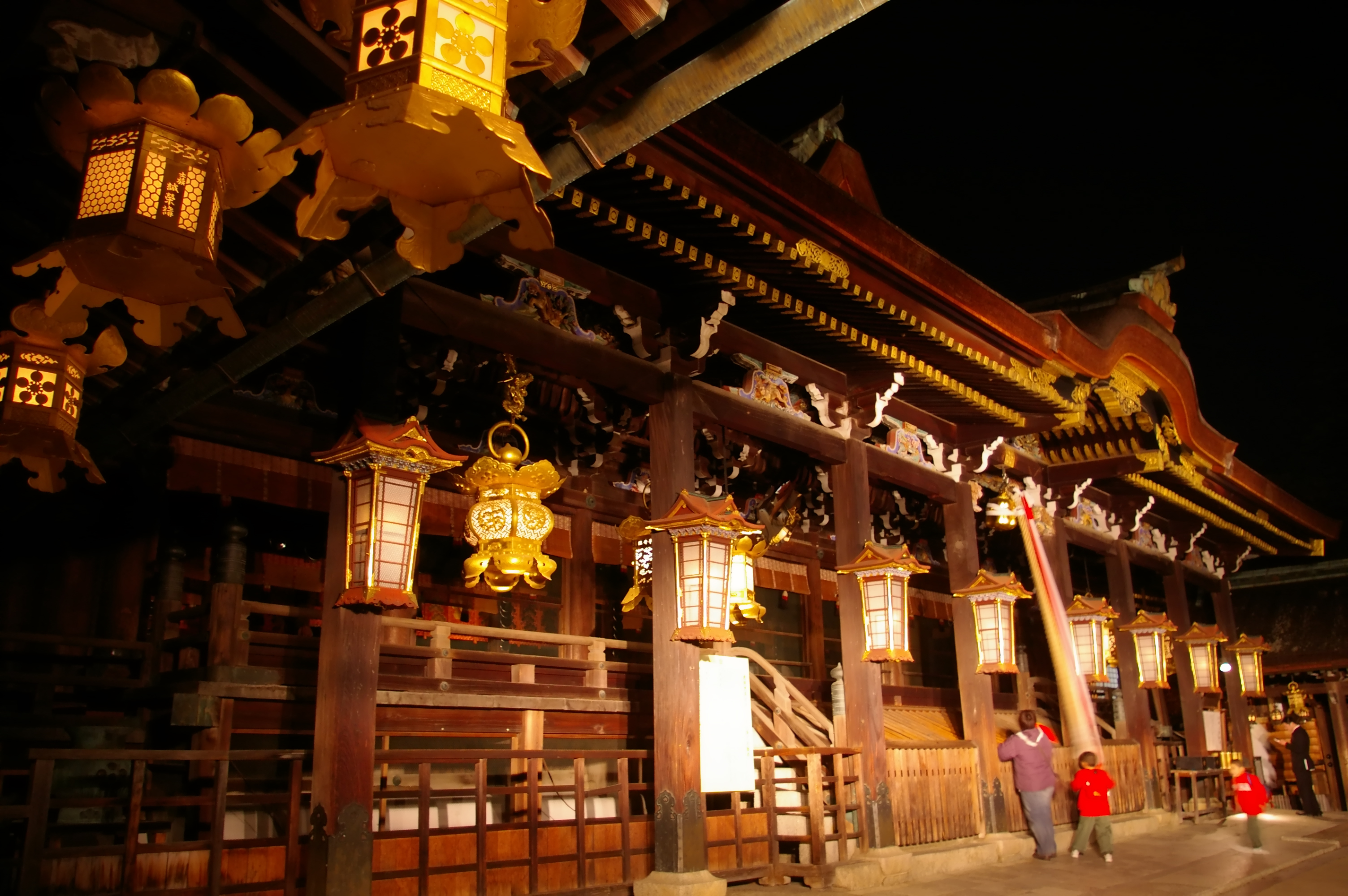
기타노텐만구

기타노 덴만구(일본어: 北野天満宮 기타노덴만구[*])는 일본 교토부 교토시 가미교구에 있는 신사다. 학문의 신을 모시고 있으며, 수험행이나 학생, 학부모들이 교토에 오면 방문한다. 가고 싶은 학교를 적어서 내는데 욕심을 부려서 학교를 2개 이상 쓸 경우 효력이 없다고 알려져 있다.